# Edvi Illés Gergely
Edvi Illés Gergely ( , . ? ?. - , 1675. április 28. ) - evangélikus lelkész

## Életpályája
A régi Vas vármegyei Edvi Illés nemesi családból született. Apja az 1595. évben elhunyt Edvi Illés Ferenc volt. 
Edvi Illés Gergelyt 1649-ben avatták lelkésznek. Először Mérgesben tevékenykedett, 1660-ban hívták meg Malomsokra, ahol 1674-ig szolgált, ezután gályarabságba hurcolták. Nápoly közelében halt meg. A malomsoki evangélikus templomban tábla őrzi emlékét.